# Bantul (regentschap)
Bantul (Bantoel) is een van de vijf regentschappen in Yogyakarta, op Java in Indonesië.
Bantul heeft een oppervlakte van 506,85 km². In dat gebied wonen ongeveer 800.000 mensen, het is een grotendeels agrarisch gebied maar wel zeer dichtbevolkt.
Op zaterdag 27 mei 2006 kwam Bantul in het nieuws, omdat er een aardbeving plaatsvond, waarbij zeer veel slachtoffers vielen.